# ゴンダ反射
ゴンダ反射（英: Gonda reflex, Gonda's sign）は、脊髄を反射弓とする脊髄反射のひとつであり、正常時には現れない病的反射である。錐体路障害を示唆するものとして信頼度が高い。バビンスキー反射の変法のひとつである。

## 反射の概要
- 第4趾（もしくは第2～5趾）をつまみ、前下方へひっぱる。
- 母指が背屈する。